# ТК-208 «Дмитрий Донской»
ТК-208 «Дмитрий Донской» — советский и российский тяжёлый атомный ракетный подводный крейсер стратегического назначения проекта 941 «Акула». Головной корабль серии. Модифицирован по проекту 09412. Перевооружён для испытаний ракетного комплекса «Булава», для чего в одну из шахт для ракет Р-39 со стартовой массой 90 тонн был вставлен новый пусковой стакан под существенно меньшую ракету «Булава».
ТАРПКСН «Дмитрий Донской» — самый быстрый из всех кораблей серии, он на два узла превысил предыдущий рекорд скорости проекта 941 «Акула».

## История
16 марта 1976 года корабль был зачислен в списки кораблей ВМФ СССР, 25 июля 1977 года отнесён к подклассу ТАРПКСН, 27 сентября 1980 года выведен из цеха в плавдок «Сухона», 29 сентября 1980 года спущен на воду. 29 декабря 1981 года крейсер вступил в строй ВМФ. В декабре 1982 года перешёл из Северодвинска к месту постоянного базирования в Западную Лицу.
В 1983—1984 годах на корабле производилась пробная эксплуатация ракетного комплекса Д-19. 2 февраля 1984 года командиру ТК-208 капитану 1 ранга А. В. Ольховикову за освоение корабля, новой техники и оружия, проявленные при этом мужество и героизм было присвоено звание Героя Советского Союза
3 декабря 1986 года корабль был занесён на Доску победителей социалистического соревнования передовых соединений, кораблей и частей ВМФ в Центральном военно-морском музее в Ленинграде. 18 января 1987 года занесён на Доску почёта передовых частей и кораблей Министерства обороны СССР.
В августе 1988 года на ТК-208 проходили испытания по программам «Грунт» и «Россыпь»
20 сентября 1989 года крейсер перешёл в Северодвинск на «Севмашпредприятие» на капитальный ремонт и модернизацию по проекту 941У, в 1991 году работы были остановлены, и возобновлены только в 1996 году по проекту 941УМ. Работы были закончены в 2002 году, 26 июля 2002 года корабль был повторно введён в состав Северного флота, 7 октября 2002 года ему было присвоено наименование «Дмитрий Донской». Крейсер служил для испытаний новейшей на тот момент баллистической ракеты подводных лодок «Булава», в связи с чем на корабле в обряде посвящения в подводники булава заменила традиционную кувалду.
Осенью 2007 года Государственный музей-заповедник «Куликово поле» разместил в кают-компании крейсера экспозицию «Во славу России», посвящённую Куликовской битве.
В 2008 году корабль прошёл ремонт и модернизацию на ОАО «ПО „Севмаш“».
В сентябре 2013 года сообщалось о планах пусков МБР Р-30 «Булава» с ТРПКСН «Дмитрий Донской» для подтверждения технических характеристик ракеты. Кроме того, были запланированы испытания новой АСУ пусками ракет по команде из Генштаба. Это объяснялось тем, что на то время ТАРПКСН «Дмитрий Донской» представлял собой наиболее отработанный испытательный комплекс, в отличие от штатных носителей «Булавы» атомных ракетных подводных крейсеров проекта 955 «Борей».
В июле 2014 года участвовал в проведении государственных испытаний РПКСН проекта 955 «Борей» — К-551 «Владимир Мономах».
В июне 2016 года стало известно, что «Дмитрий Донской» останется в составе ВМФ минимум до 2020 года.

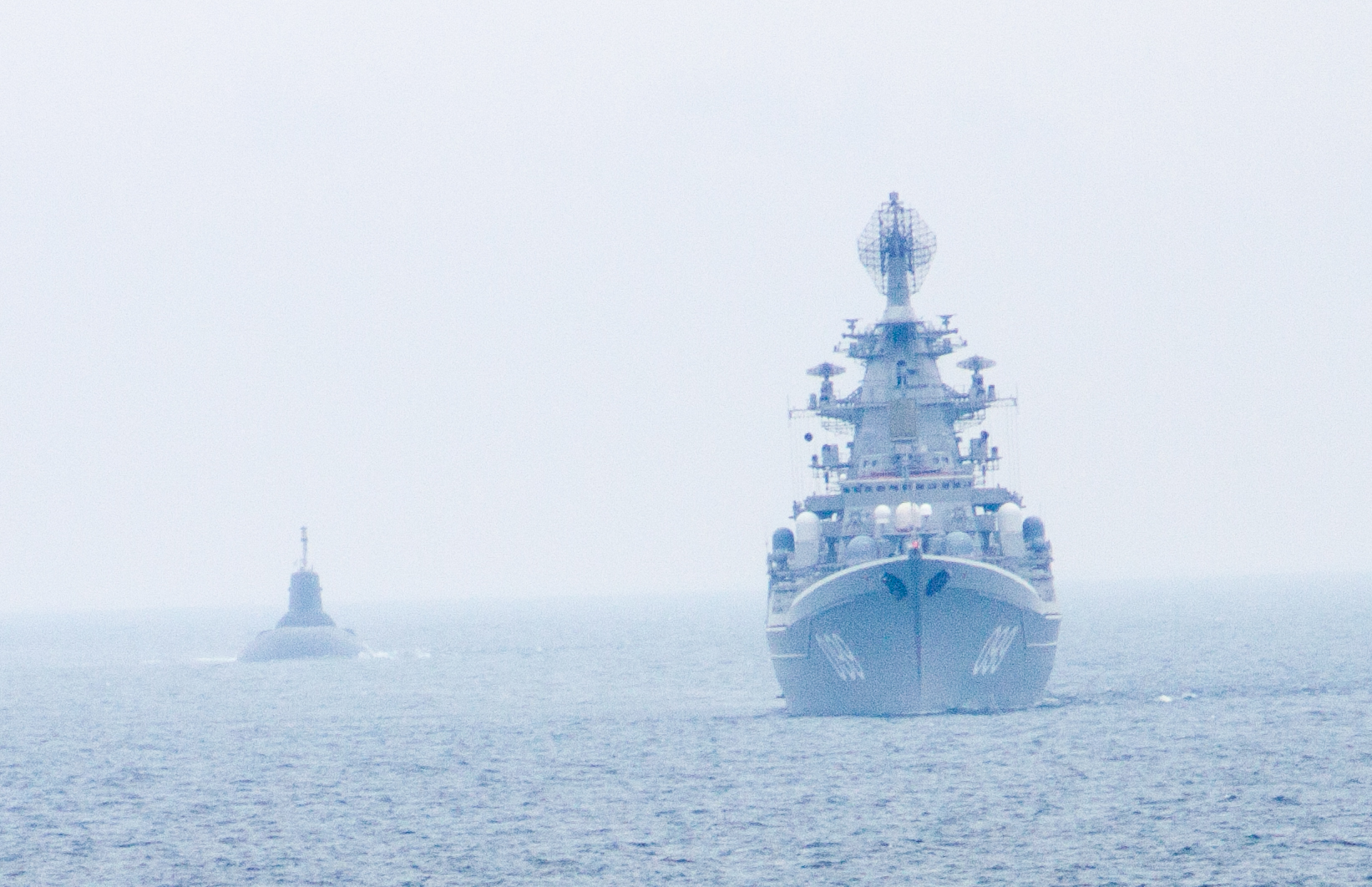
ТК-208 идёт позади атомного крейсера «Пётр Великий»

Летом 2017 года «Дмитрий Донской» с рядом других кораблей совершили переход с Северного на Балтийский флот. Поход приурочен к Международному военно-морскому салону (МВМС-2017) и празднованию Дня Военно-морского флота. Для участия в главном военно-морском параде на Кронштадтском рейде в 2017 году крейсер впервые в истории отечественного ВМФ совершил надводный переход из Кольского залива в Финский залив через проливы Балтийского моря и обратно.
В 2018—2019 году крейсер проходил заводской ремонт с целью установки ракет типа «Булава», которые раньше применялись только на атомных подводных лодках типа «Борей». В середине июня 2019 года прошёл первые послеремонтные испытания в Белом море. В течение нескольких дней субмарина отрабатывала погружение на глубину 200 метров и маневрирование под водой; замерялись скоростные характеристики корабля в подводном и надводном положении, проводилась комплексная проверка работа механизмов, систем и комплексов корабля.
Экипаж в течение нескольких дней отрабатывал различные задачи боевой подготовки.
Со слов вице-адмирала Олега Бурцева стало известно, что АПЛ «Дмитрий Донской», возможно, будет довооружена 200 крылатыми ракетами «Калибр».
В июле 2022 года в СМИ появились сообщения, что ТК-208 выведен из состава флота.
Название «Дмитрий Донской» передано строящейся подводной лодке проекта 955А «Борей-А». По другим данным, АПЛ ещё некоторое время после этого оставалась в боевом составе ВМФ России, и решение по её дальнейшей судьбе планировалось принять в конце 2022 года.
6 февраля 2023 года глава Общероссийского движения поддержки флота Владимир Мальцев сообщил о выводе ТК-208 из состава флота.
В марте 2025 года было озвучено решение сделать ТК-208 музейным кораблём и установить его в Санкт-Петербурге.

## Командиры
Для ТК-208 как и для остальных кораблей проекта были сформированы два «боевых» экипажа и технический экипаж, кроме того на нём работали технические экипажи, не закреплённые за конкретным кораблём.

### Первый экипаж
- декабрь 1976, с момента закладки — январь 1985: Герой Советского Союза Александр Васильевич Ольховиков, впоследствии — контр-адмирал.
- ноябрь 1985 — ноябрь 1986: В. В. Иванов
- ноябрь 1986 — январь 1989: В. И. Плотников
- 1989—1991: И. В. Абрамов. С 1989 года экипаж привлекался для несения службы на ТК-20.
- июнь 1991 — декабрь 1992: И. В. Федоренко
- декабрь 1992 — сентябрь 1994: В. В. Турчин
- 1994—1997: Ю. М. Якимов
- 1997—2001: С. А. Шняк
- 2001—2006: Аркадий Юрьевич Романов
- 2006—2022: Олег Геннадьевич Цыбин

### Второй экипаж
- 1977: В. М. Паршиков
- 1977—1984: Н. М. Бабин
- 1984—1985: Ю. М. Репин
- 1985—1987: А. В. Кузьмин
- 1987—1989: В. И. Домнин
- 1989: В. Г. Едыханов — второй экипаж преобразован в 90-й технический экипаж, до 2005 года второго экипажа не было.
- 2005—2009: С. И. Серёгин — первый экипаж преобразован во второй экипаж, в 2009 расформирован.

### 508-й технический экипаж
В 1989—1992 годах во время вывода ТК-208 в резерв второй категории 508-й технический экипаж был переведён на обслуживание ТК-20
- 1978—1983: Н. Павловец
- 1983—1989: М. М. Киселев
- 1989—1992: Г. Г. Лыбанев